# CEUB EC
Der Centro de Ensino Unificado de Brasília Esporte Clube, kurz CEU Brasília EC oder auch CEUB war ein Fußballverein aus Brasília im brasilianischen Distrito Federal. Der Klub wurde 1968 gegründet und 1976 aufgelöst.

## Geschichte
Der Klub wurde 1968 von Studenten der privaten Hochschule Centro de Ensino Unificado de Brasília gegründet. Zunächst begann der Klub als reiner Amateurverein. Der Gewinn der Distriktmeisterschaft von Brasília 1973 qualifizierte den Klub in dem Jahr an der Teilnahme zur nationalen Meisterschaft. Um an der Austragung der Campeonato Nacional de Clubes 1973 teilnehmen zu können, musste dieser als Profiklub antreten. Deshalb erfolgte eine Umbenennung und der Klub trug fortan die Namenserweiterung Esporte Clube. Der Klub war der Erste aus dem Distrikt, welcher in der obersten Spielklasse antrat. In der Abschlusstabelle erreichte CEUB den 33. Platz von 40 (28 Spiele, 8 Siege, 6 Unentschieden, 14 Niederlagen, 23 geschossene Tore und 33 kassierte Tore). Auch bei der Campeonato Nacional de Clubes 1974 durfte der Klub antreten. In der Saison wurde man 37. (19 Spiele, 3 Siege, 6 Unentschieden, 10 Niederlagen, 12 erzielte Tore und 23 Gegentore). Für die Copa Brasil 1975 wurde das Teilnehmer auf 42 angehoben und CEUB wurde 32.
Im Zuge der Austragung der Distriktmeisterschaft 1976 kam es zu Streitigkeiten zwischen dem Verband und CEUB. Im Gegensatz zu den Vorjahren hatte der ausrichtende Verband FFDF, das Turnier über zwei anstatt drei Runden geplant. Nachdem bekannt wurde, dass der FFDF eine weitere vierte Runde plane, legte CEBU Protest ein. Nachdem diesem nicht stattgegeben wurde, zog sich der Klub vom Wettbewerb zurück. Zu dem Zeitpunkt war CEUB Tabellenführer und hatte 13 Spiele bestritten, davon 11 Siege, ein Unentschieden und eine Niederlage. Der nationale Verband CBD entschied daraufhin, dass in dem Jahr keinen Teilnehmer aus dem Distrikt an der nationalen Meisterschaft, der Copa Brasil 1976, geben würde. Noch im selben Jahr stellte der Klub dann seinen Spielbetrieb ein.

## Bekannte Spieler
Die Fußballnationalspieler Paulo Vitor, Rildo und Roberto Dias traten für CEUB an.

## Erfolge
- Distriktmeisterschaft von Brasília: 1973[2]
- Distriktmeisterschaft von Brasília Zweiter: 1972[3]